# 1232 Cortusa
Az 1232 Cortusa (ideiglenes jelöléssel 1931 TF2) a Naprendszer kisbolygóövében található aszteroida. Karl Wilhelm Reinmuth fedezte fel 1931. október 10-én, Heidelbergben.